# Крист, Реджи
Реджи У. Крист (англ. Reggie W. Crist; род. 12 июля 1968, Окинава) — американский горнолыжник. Участник зимних Олимпийских игр 1992 года.

## Биография
Реджи Крист родился 12 июля 1968 года в японской префектуре Окинава.
В течение двух сезонов выступал в Кубке мира по горнолыжному спорту. В сезоне-1991/92 поделил 128-130-е места в итоговом зачёте, в сезоне-1994/95 — 135-138-е.
В 1992 году вошёл в состав сборной США на летних Олимпийских играх в Альбервиле. В скоростном спуске занял 28-е место, показав результат 1 минута 54,54 секунды, уступив 4,17 секунды завоевавшему золото Патрику Ортлибу из Австрии.
В сезоне-1995/96 выступал в Североамериканском кубке, в котором участвуют горнолыжники с небольшим опытом. Занял 5-е место в итоговом зачёте в скоростном спуске и слаломе-супергиганте.
Впоследствии стал заниматься экстремальными лыжами вместе с братом Заком, был победителем Всемирных экстремальных игр. 
Братья Крист организовали продюсерскую фирму Equator Productions, которая выпускала документальные фильмы о туризме в Гренландии, Гималаях, Новозеландских Альпах, на Аляске.